# More Songs About Buildings and Food
More Songs About Buildings and Food는 토킹 헤즈가 1978년 발표한 두 번째 앨범이다. 이 앨범은 브라이언 이노가 프로듀서로 처음 참여한 토킹 헤즈 앨범이다. 전작보다 좀 더 팝적인 감수성과 풍부한 공간감으로 버블검 팝, 컨트리, 레게, 펑크 록, 휭크 등 다양한 요소를 혼합해 데이빗 번의 독특한 목소리를 올려낸 이 앨범은 발표하자마자 평단의 환호를 받았으나 판매면에서는 그렇게까지 만족스럽지 못했다. 
앨범은 빌보드 29위까지 올라갔으며, 알 그린의 곡을 커버한 싱글 "Take Me to the River"는 싱글 차트 26위까지 올라갔다. 1983년 골드 기록을 따냈다.
이 앨범의 제목은 다음과 같은 사연이 있다고 한다:
| “ | "우리가 이 앨범을 만들고 있었을 때 나는 저번 앨범 제목을 위해 벌여야만 했던 멍청한 토론에 대해 기억해냈어요." 티나는 능글맞게 웃었다. "그 순간 전 이렇게 말했죠. '이 앨범을 음식과 건물에 관하여that's just about buildings and food라고 부르는 건 어때?' 그러자 크리스가 말했죠. "넌 그걸 음식과 건물에 관한 더 많은 노래more songs about buildings and food라고도 부를수도 있어." | ” |

표지는 데이빗 번이 디자인했으며, 폴라로이드로 찍은 529장의 밴드 클로즈 업 사진을 사진 모자이크 형식으로 담아내고 있다. 
2005년 리마스터링되어 DVD를 포함해 재발매되었다.

## 트랙 리스트
특별한 기재 없는 한 데이빗 번이 작사/작곡했다.
| #  | 제목                                    | 재생 시간 |
| -- | --------------------------------------- | --------- |
| 1. | 〈Thank You for Sending Me an Angel〉   | 5:49      |
| 2. | 〈With Our Love〉                       | 4:48      |
| 3. | 〈The Good Thing〉                      | 6:28      |
| 4. | 〈Warning Sign〉                        | 3:55      |
| 5. | 〈The Girls Want to Be With the Girls〉 | 2:37      |
| 6. | 〈Found a Job〉                         | 5:00      |

| #   | 제목                     | 작사·작곡                | 재생 시간 |
| --- | ------------------------ | ------------------------ | --------- |
| 7.  | 〈Artists Only〉         | 데이빗 번, 웨인 지브     | 3:34      |
| 8.  | 〈I'm Not in Love〉      |                          | 4:33      |
| 9.  | 〈Stay Hungry〉          | 데이빗 번, 크리스 프란츠 | 2:39      |
| 10. | 〈Take Me to the River〉 | 알 그린, 티니 호지스     | 5:00      |
| 11. | 〈The Big Country〉      |                          | 5:30      |

- 리마스터링 리이슈 프로듀서: 앤디 잭스 (토킹 헤즈의 도움).